# Åndenød
Åndenød (lat.: dyspnoe ell. dyspnø) eller vejrtrækningsbesvær kan have forskellige udtryk og kan skyldes mange forskellige ting.
Fælles for dem alle er, at det normale åndedræt påvirkes. Ligeledes vil alle med åndedrætsbesvær blive tiltagende angste og urolige, og kan, hvis ikke åndenøden afhjælpes, ende i en tilstand af panik. Åndenød kan som regel afhjælpes med medicinsk behandling, og i nogle tilfælde også bedres på anden vis. 
De fleste mennesker med åndenød finder, at de trækker vejret bedst i en af to stillinger:
- Nogle finder det mest behageligt at sidde foroverbøjet hen over et bord, med underarmene hvilende på bordet og hovedet hængende frit. Dette lægger et minimalt pres på brystkassen, så det føles mindre besværet at trække vejret.
- Andre finder det mere behageligt i en halvt siddende stilling, så hele ryggen og hovedet er understøttet. Samtidig kan der placeres puder eller lignende under armene, så de hæves fra underlaget; dette har ligeledes til formål at lægge mindst muligt pres på brystkassen.

Åndenød kan enten være til stede konstant eller opstå periodisk. Det kan være sygdomsbetinget eller opstå som følge af, at man anstrenger sig fysisk. Åndenøden kan føles som om, man har noget tungt liggende på brystet, som om der sidder snærende bånd omkring brystkassen, som om der ikke er luft nok i omgivelserne til at kunne trække vejret godt nok eller noget helt fjerde – det veksler fra person til person, og er meget afhængigt af årsagen til åndenøden. 
Sygeplejen inddeler dyspnø i følgende kategorier:
- Funktionsdyspnø: Åndenød ved bevægelse eller arbejde.
- Taledyspnø: Åndenød ved tale.
- Hviledyspnø: Åndenød selv om personen intet foretager sig.
- Ortodyspnø: Åndenød i liggende stilling, således at personen er nødt til at sidde op for at trække vejret ordentligt.

## Astma
Åndenød er et af de primære symptomer på astma. En astmatisk vejrtrækning er typisk en hurtig indånding efterfulgt af en besværet, forceret og hvæsende udånding. Åndenøden skyldes en påvirkning af de mindste forgreninger i lungerne, alveolerne, så de trækker sig sammen og bliver sværere at tvinge luft igennem. 
Ofte kan den astmatiske åndenød afhjælpes helt eller delvist ved psykisk førstehjælp; lad astmatikeren sidde i den stilling, hvor han føler, han trækker vejret bedst og tal roligt og afdæmpet til ham. Læg eventuelt en let hånd på hans brystkasse og lad ham lægge sin hånd på din brystkasse – på denne måde kan han føle din roligere vejrtrækning og således bedre sin egen. 
Astmatisk åndenød kan også afhjælpes med medicinsk behandling.

## Hjertesygdomme
Hvis hjertet ikke pumper blodet effektivt rundt i kroppen kan åndenød være en følge, især hvis venstre hjertehalvdel har nedsat funktion. Sker det, vil blodtrykket stige omkring lungerne og presse væske ud i lungernes hulrum, hvor det forhindrer ilten i at diffundere over i blodbanen. Desto større en del af lungerne, der er påvirket på denne måde, desto større føles lufthungeren. 

Populært kaldes dette "vand i lungerne", i fagsproget hedder det "lungeødem". Tilstanden skal oftest behandles medicinsk, om end lejring med hævet overkrop (halvt siddende) kan lette trykket omkring lungerne og dermed i nogle tilfælde bedre vejrtrækningen.

## Kronisk obstruktiv lungesygdom (KOL/COPD)
KOL skyldes i langt de fleste tilfælde rygning, der efterlader depoter af fremmedlegemer ("tjære") i lungerne. Disse fremmedlegemer forhindrer iltoptagelsen samtidig med, at bronkierne bliver helt eller delvist lukket til, så det bliver sværere at få tilstrækkeligt med luft ind og ud af lungerne. Det er ingenlunde ualmindeligt, at åndenøden ledsages af kronisk, smertefuld hoste. Mange KOL-patienter må leve med permanent at være afhængig af et iltapparat og medicin, ligesom gentagne indlæggelser på hospitalet ofte er en realitet. 

## Blodmangel
Ilt bindes til de røde blodlegemer for at blive transporteret rundt i blodet; mangel på røde blodlegemer kaldes anæmi og kan medføre åndenød – selv om man får rigeligt med luft ned i lungerne kan der ikke bindes tilstrækkelig ilt i blodet, så kroppen kompenserer ved at øge åndedrætsfrekvensen. Dette skal behandles medicinsk, oftest med blodtransfusion. 

## Forgiftninger
Der findes en lang række stoffer, naturlige som syntetiske, der kan føre til vejrtrækningsproblemer. Ligeledes kan flere forskellige medicinske præparater påvirke åndedrættet. Man har modgifte, antidoter, til mange af disse stoffer. 

## Fysisk påvirkning
Vejtrækningsproblemer kan være en følge af rent mekaniske årsager. Her tænkes især på slag til brystkassen, der helt eller delvist kan lamme åndedrætsmuskulaturen for en kortere periode, punktering af lungen ved f.eks. stik- eller skudsår, og komprimering af brystkassen, f.eks. indeklemte mennesker i et trafikuheld el. lign.

## Lungekræft
I visse tilfælde kan lungekræft, simpelthen ved at erstatte det raske, funktionsdygtige lungevæv med cancervæv, skabe vejrtrækningsbesvær. Cancerceller kan også vokse i vævet uden for lungen, og føre til åndenød ved at vokse ind i lungehulen, så der bliver mindre plads til lungen, der derfor ikke kan udnytte sin fulde kapacitet. 

Der skal som regel omfattende lægelig behandling til for at afhjælpe dette. I de værste tilfælde kan det komme på tale at bortoperere lungen helt eller delvist, eller endda transplantere en lunge. Der findes dog en række andre, mindre drastiske, løsninger.